# Zespół dworkowo-parkowy w Lubosinie
Zespół dworkowo-parkowy w Lubosinie – późnobarokowym dwór, znajdujący się 9 km na wschód od Pniew i 30 na zachód od Poznania we wsi Lubosina w woj. wielkopolskim.

## Historia
Dwór powstał w II poł. XVIII wieku. Pierwsza wzmianka o wsi Lubosina pochodzi z 1387 r. Należała ona do różnych rodów szlacheckich. Od 1751 r. majątek znalazł się w rękach Aleksandra Samuela Unrugowa – kapitana w wojsku saskim. Za czasów rodziny Unrugów powstał istniejący do dziś dwór. Przed II wojną światową majątek należał do fundacji rodziny de Rege.
W 1961 r. w dworze przeprowadzono prace remontowe. Ponownie zaczęto remont w 2003 r., cztery lata później nowy właściciel rozpoczął wymianę dachu. Mimo to dwór i park jest bardzo zaniedbany.
Dwór jest budowlą parterową, z mieszkalnym poddaszem, na rzucie prostokąta. Nad wejściem na osi znajduje się wystawka zwieńczona trójkątnym frontonem. Dwór nakryty jest wysokim czterospadowym, łamanym dachem polskim. Budowla jest podpiwniczona.

## Położenie
Dwór w Lubosinie znajduje się na 9,88 ha działce, której większość stanowią lasy i tereny rekreacyjno-wypoczynkowe (7,8 ha). Działka jest położona między dwoma jeziorami rynnowymi: Lubosińskim Dużym i Lubosińskim Małym, które połączone są rowem, nad którym znajduje się mostek. Położenie zespołu dworsko-parkowego między jeziorami wytyczają trzy naturalne, wodne granice działki.
Zespół dworsko-parkowy w Lubosinie położone są na terenie parku krajobrazowego z przełomu XVIII i XIX w. Rosną w nim starodrzewia: dęby, buki, lipy, a także wiązy, kasztanowce, graby, olchy. Na terenie parku znajdują się dwie aleje i prawdopodobnie kurhan.